# Ekboarmia
Ekboarmia is een geslacht van vlinders van de familie spanners (Geometridae).

## Soorten
- E. atlanticaria (Staudinger, 1859)
- E. fascinataria (Staudinger, 1900)
- E. sagnesi Dufay, 1979